# Idioma rukai
La lengua rukai pertenece al grupo formosano de lenguas austronesias y se habla en el sur de Taiwán por unas 10 500 personas (censo de 2002). 
La lengua rukai tiene dos grupos dialectales: el rukai propiamente dicho con el budai, tanan y labuan y el de los tres pueblos bajos, maga, tona y mantauran. El primero se localiza en el oeste y el este mientras que el segundo tiene presencia en el norte. Esos grupos dialectales difieren no sólo geográficamente sino también cultural y lingüísticamente.
En lo que se refiere a cambios fonológicos, el budai es el más conservador, mientras que en el mantauran se observan grandes cambios fonéticos y en menos medida en maga.
- Datos: Q49232